# ولفگانگ اوستوالد
ولفگانگ اوستوالد (آلمانی: Wolfgang Ostwald؛ ۲۷ مهٔ ۱۸۸۳ – ۲۲ نوامبر ۱۹۴۳) یک شیمی‌دان اهل آلمان بود.